# Transmissió variable contínua

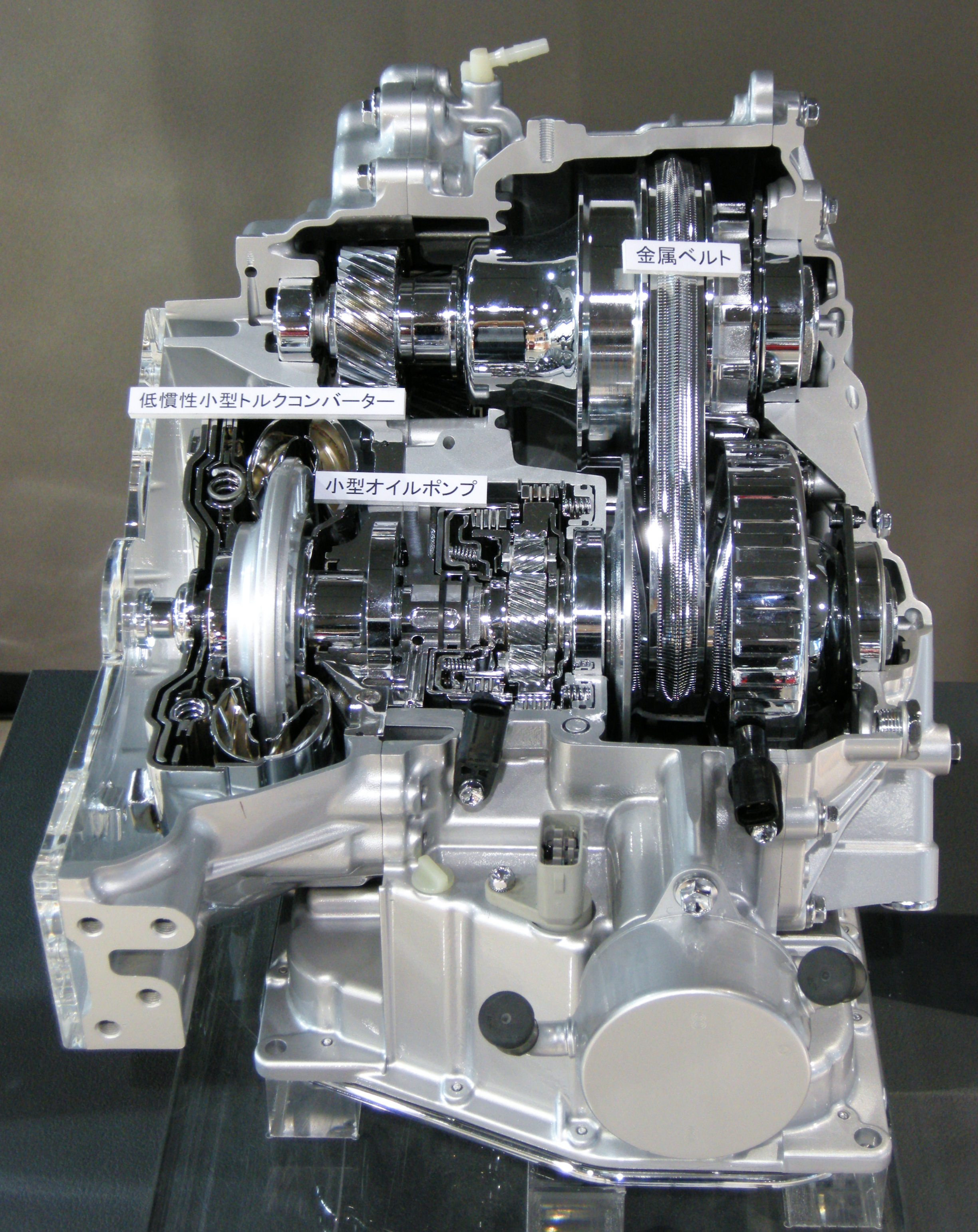
Toyota Super CVT - i

Una  transmissió variable contínua  o  CVT  (anglès: Continuous Variable Transmission) és un tipus de transmissió automàtica que pot canviar la relació de canvi a qualsevol valor arbitrari dins dels seus límits. La transmissió variable contínua no es limita a un petit nombre de relacions de canvi, com les 4 a 6 relacions davanteres de les transmissions típiques d'automòbils.
Una CVT no requereix estrictament la presència d'un embragatge. No obstant això, en alguns vehicles (per exemple, motocicletes), s'hi afegeix un embragatge centrífug per facilitar una posició "neutra", útil per a iniciar la marxa.
Nissan va vendre més d'un milió de vehicles equipats amb aquest tipus de canvi de marxes l'any 2007, principalment als EUA i Japó.
Avui en dia munten aquest tipus de caixes de canvi alguns models de Renault i Suzuki (CVT), Nissan (Hypertronic, Extroid [toroïdal] i Xtronic), Audi (multitronic), Mini, Mercedes (Autotronic) i Toyota (Multidrive S).

## Generalitats
El canvi continu permet que el motor funcioni al nivell de revolucions òptim per a una velocitat determinada, fet que comporta una reducció en el consum de combustible.
Quan es condueix un vehicle amb caixa de canvis contínua, no funciona amb els 4-6 engranatges tradicionals, sinó amb un nombre infinit de relacions i l'experiència de conducció és completament diferent. El funcionament del motor a velocitat constant no permet percebre els canvis sonors del motor i en acceleració des del punt de parada o des de baixes revolucions es pot tenir la sensació com d'un lliscament de l'embragatge, ja que el motor ajusta la caixa de canvis al parell motor, emprant la relació adequada en cada moment.
En certs casos, la unitat de control electrònic que gestiona algunes CVT, simula canvis de marxa abruptes, especialment a baixes velocitats, perquè la majoria dels conductors esperen les brusques sacsejades típiques que es donen al canviar de marxa i rebutjarien una transmissió perfectament suau per una aparent falta de potència.

## Usos

Model bàsic (principi de funcionament)

### Vehicles motoritzats
Cinturó de goma simple (circumferència fixa que no s'estira fabricat amb diversos materials altament durables i flexibles) Els CVT s'utilitzen habitualment en vehicles motoritzats petits, on la seva senzillesa mecànica i la seva facilitat d'ús superen la seva ineficiència comparativa. Gairebé totes les motos de neu, vehicles utilitaris, carretons de golf i motos utilitzen CVT, normalment la corretja de goma o la varietat de politges variables.
El 1994, es va prohibir la CVT, juntament amb diversos altres sistemes electrònics i ajuts als conductors de la Fórmula 1, per problemes de recerca i desenvolupament, i per mantenir un nivell específic d'implicació del conductor amb els vehicles.

### Reducció de motors elèctrics
En lloc de dimensionar-los segons el parell màxim (per exemple, el necessari per l'arrencada, o en cas de sobrecàrrega mecànica momentània), els motors que utilitzen aquest tipus de CVT es poden dimensionar coincidint la potència màxima amb la velocitat màxima desitjada (la d'un vehicle per exemple). Aquest cas la CVT s'utilitza només a l'arrencada o en cas de sobrecàrrega mecànica i pot estar desconnectat la major part del temps, transferint el motor el parell directament a la sortida. Per fer aquests canvis automàtics es poden utilitzar nous conceptes que adapten la relació de transmissió al parell de càrrega i als embragatges centrífugs.

### Bicicletes
Les bicicletes amb engranatge CVT han tingut un èxit comercial reduït i poden donar un canvi comparable a una bicicleta de vuit velocitats. també existeixen CVT automàtiques per a les bicicletes i poden fer molt més còmoda la pujada a una muntanya.

### Sistemes de generació d'energia (aerogeneradors)
Els CVT s'utilitzen en sistemes de generació d'energia elèctrica dels avions des dels anys cinquanta i en els cotxes de cursa Sports Car Club of America (SCCA) Formula 500 des de principis dels anys 70. Alguns trepants i fresadores tenen un sistema CVT basat en politges on l'eix de sortida té un parell de mitges còliques de politja cònica regulables manualment a través de les quals s'enrotlla un ampli cinturó motriu dels bucles del motor. Tanmateix, la politja del motor sol fixar-se de diàmetre o pot tenir una sèrie de passos de diàmetre donats per permetre una selecció de rangs de velocitat
Els generadors d'inducció de doble alimentació s'acostumen a combinar amb caixes de canvi de diversos estadis per augmentar la velocitat de rotació. Aquestes caixes de canvi podrien ser substituïdes completament per CVT en el futur, però només per completar-les, perquè són les úniques que proporcionen una eficiència mecànica suficient.

### Cabrestants i polispasts
També és una aplicació de CVT, especialment per aquells que adapten la relació de transmissió al parell resistent.

## Tecnologies
Hi ha canvis continus basats en diferents tecnologies.

### De politges

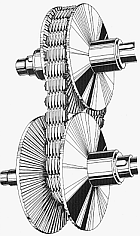
De politges i cadena

Aquest canvi automàtic s'anomena dons Tansmissió Variable Continua la relació de marxes no queden determinats per un parell d'engranatges, sinó per dos politges formades per elements cònics, unides per una cadena que transmet la potència. També hi ha una classe de transmissió contínua variable anomenada CVT toroïdal, el funcionament es basa en la connexió dels dos cons (que tenen la superfície còncava, formant el buit d'un toroide imaginari) per mitjà de dues o més discos d'inclinació regulable, en lloc de les politges.
Aquest tipus de caixa d'engranatges utilitza politges connectades per un cinturó de cautxú recobert amb acer, o amb una cadena. Les politges consisteixen en dos cons truncats units per a la base més petita; acostant o allunyant aquests cons varia el diàmetre aparent sobre el qual s'enrotlla la corretja, obligant-lo a pujar o baixar: d'aquesta manera la relació de transmissió és variada. En el cas de la cadena, però, les rodes estan dentades.
En algunes solucions, la transmissió de moviment es produeix per compressió en lloc de tracció, com en la caixa de canvis CVT adoptada per FIAT per al Panda  Selecta,  Uno Selecta i el Y10 Seletronic . Una altra característica dla corretja metàl·lic emprat en aquestes transmissions és que és extremadament flexible, per permetre ràtios de bobinament molt baixos i ampliar el rang de relacions de transmissió. La flexibilitat s'aconsegueix mitjançant l'ús de 10 anelles d'acer concèntric molt primes. Els blocs d'empenta (el cos en contacte amb les cares de les politges) es munten sobre aquest cinturó tan obtingut, que per tant tenen un grau de llibertat respecte al cinturó que fa la funció de subjectar.
En alguns vehicles s'utilitza un sistema doble, amb cinturó per a cada roda motriu, eliminant els problemes típics de diferencial (DAF Variomatic).
El sistema també s'utilitza al scooter de 1985 amb el nom de  variador. En alguns canvis de cadena, s'utilitzen lubricants particulars, que en condicions de pressió extrema sofreixen canvi de fase des de líquids a sòlids vidres.
Cadascuna de les relacions de diàmetres que poden adoptar les politges es correspon amb una relació de transmissió diferent, i per això es diu que els canvis de variador tenen infinites marxes, encara que els més moderns tenen una funció manual en què es pot triar de manera seqüencial entre sis o set velocitat és que corresponen a posicions prefixades de les politges.

### Toroidals (Extroid)

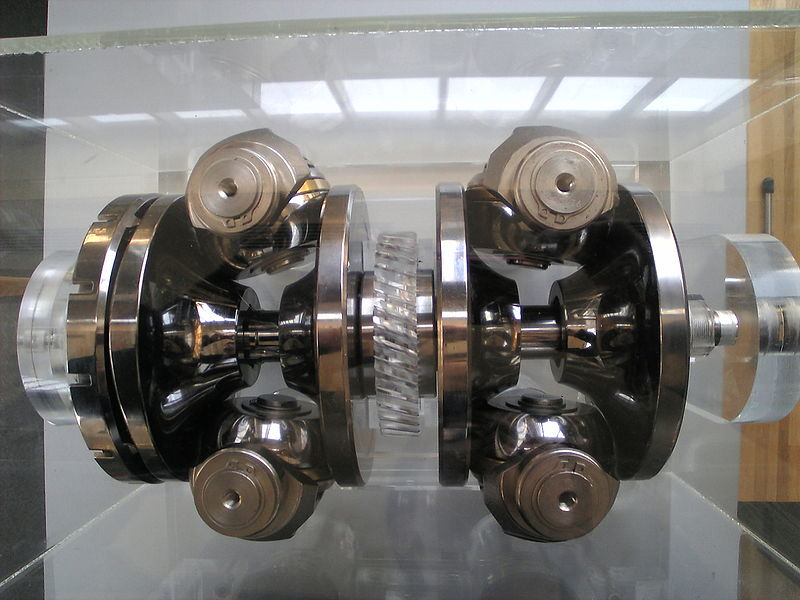
CVT de toroides (Extroid)

Una CVT toroidal es compon de discos i rodets que transmeten l'esforç entre els discos. Els discos es poden representar com a dues parts gairebé còniques, punt a punt, amb la placa lateral, de manera que les dues parts podrien omplir el forat central d'un tor. Un disc és l'entrada, i l'altre la sortida. Entre els discs hi ha rodets que varien la relació i que transfereixen l'esforç d'un costat a l'altre. Quan l'eix del corró és perpendicular a l'eix de les parts properes a les còniques, es posa en contacte amb les parts gairebé còniques a llocs del mateix diàmetre i proporciona una relació de tracció 1: 1. El corró es pot moure al llarg de l'eix de les parts gairebé còniques, canviant l'angle segons sigui necessari per mantenir el contacte. Això farà que el corró entri en contacte amb les parts gairebé còniques a llocs corresponents a diàmetres diferents, donant una relació d'accionament diferent de 1: 1. Els sistemes poden ser toroidals parcials o toroidals complets. Els sistemes toroidals complets són el disseny més eficient mentre que els toroidals parcials encara poden requerir un convertidor de parell, i per tant, perdre eficiència.
Imagineu (vegeu la figura) dos corrons (un d'entrada i un de sortida) amb forma de con truncada, col·locats en paral·lel i amb orientació contrària, i inserits al forat central d'un tor flexible situat ortogonalment als eixos dels corrons i connectat en pressió a una secció circular dels mateixos. Quan el torus està connectat de manera que les dues seccions circulars tinguin el mateix diàmetre, la relació de transmissió és unitària; quan en canvi l'element toroidal es mou paral·lelament a si mateix, les dues seccions circulars canvien de manera coordinada: una augmenta i l'altra disminueix amb la mateixa relació de manera que es manté la pressió de tors sobre els corrons, però la relació de transmissió varia contínuament. Segons la direcció del recorregut, tindrem, per tant, una transmissió amb reducció (relació de transmissió <1) o multiplicació (relació de transmissió> 1).
Alguns sistemes toroidals com el Torotrak, també són infinitament variables,a més a més, dins de les CVT, es pot invertir el sentit de empenyiment.
Diagrames:
- Imatge animada d'una CVT toroidal a HowStuffWorks Arxivat 2019-01-10 a Wayback Machine.

Exemples:
- Nissan Extroid CVT (pdf de Nissan-Global site Arxivat 2013-04-06 a Wayback Machine.)

### Hidrostàtiques

Animació de la placa d'intercanvi d'una Honda DN-01

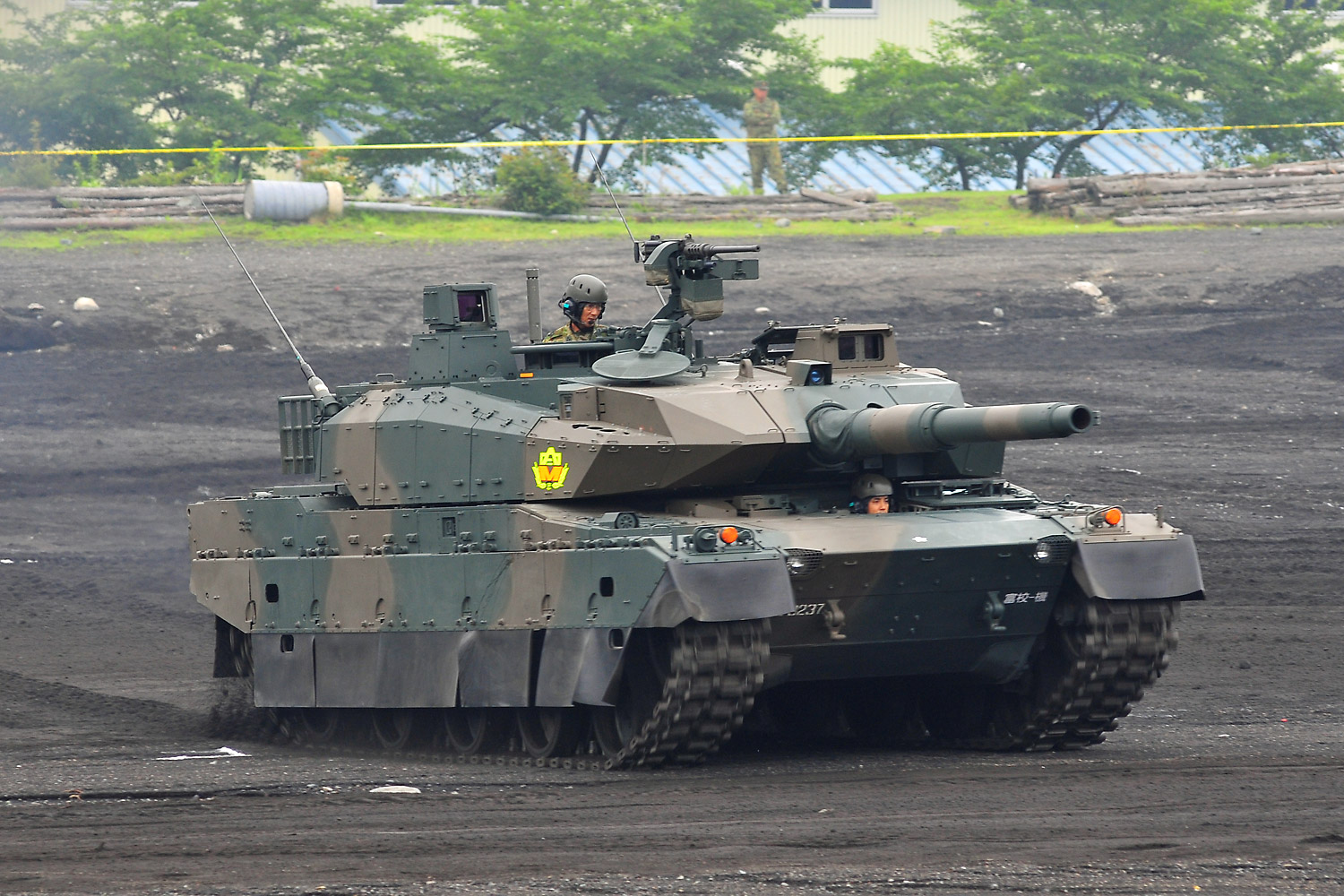
El tanc japonès tipus 10 empra una transmissió mecànico-hidràulica

Les transmissions hidroestàtiques utilitzen una bomba de desplaçament variable i un motor hidràulic.Tota la potència es transmet per fluid hidràulic. Aquests tipus generalment poden transmetre més parell, però poden ser sensibles a la contaminació. Alguns dissenys també són molt cars. Tot i això, tenen l'avantatge que el motor hidràulic es pot muntar directament al nucli de les rodes, permetent un sistema de suspensió més flexible i eliminant les pèrdues d'eficiència de la fricció a l'eix motriu i als components diferencials. Aquest tipus de transmissió és relativament fàcil d'utilitzar, ja que es pot accedir a totes les velocitats d'avanç i inversa mitjançant una sola palanca.
Són sistemes capaços de transferir més  parell però més cars en la compra i manteniment. Tot i això, tenen l'avantatge que els motors es poden muntar directament sobre els moixos de les rodes, permetent una major flexibilitat constructiva i eliminant les pèrdues d'energia degudes als eixos de transmissió i al diferencial. Aquest sistema s'utilitza en màquines autopropulsades, especialment en màquines agrícoles i de moviment de terres, però també en tractors de jardí.
Una integrated hydrostatic transaxle (IHT integrated hydrostatic transaxle) utilitza un sola carcassa tant per a elements hidràulics com per a reductors d'engranatges. Aquest tipus de transmissió s'ha aplicat eficaçment a una varietat de versions barates i cares de segadores de gespa i de tractors de jardineria..

### CVT de cons

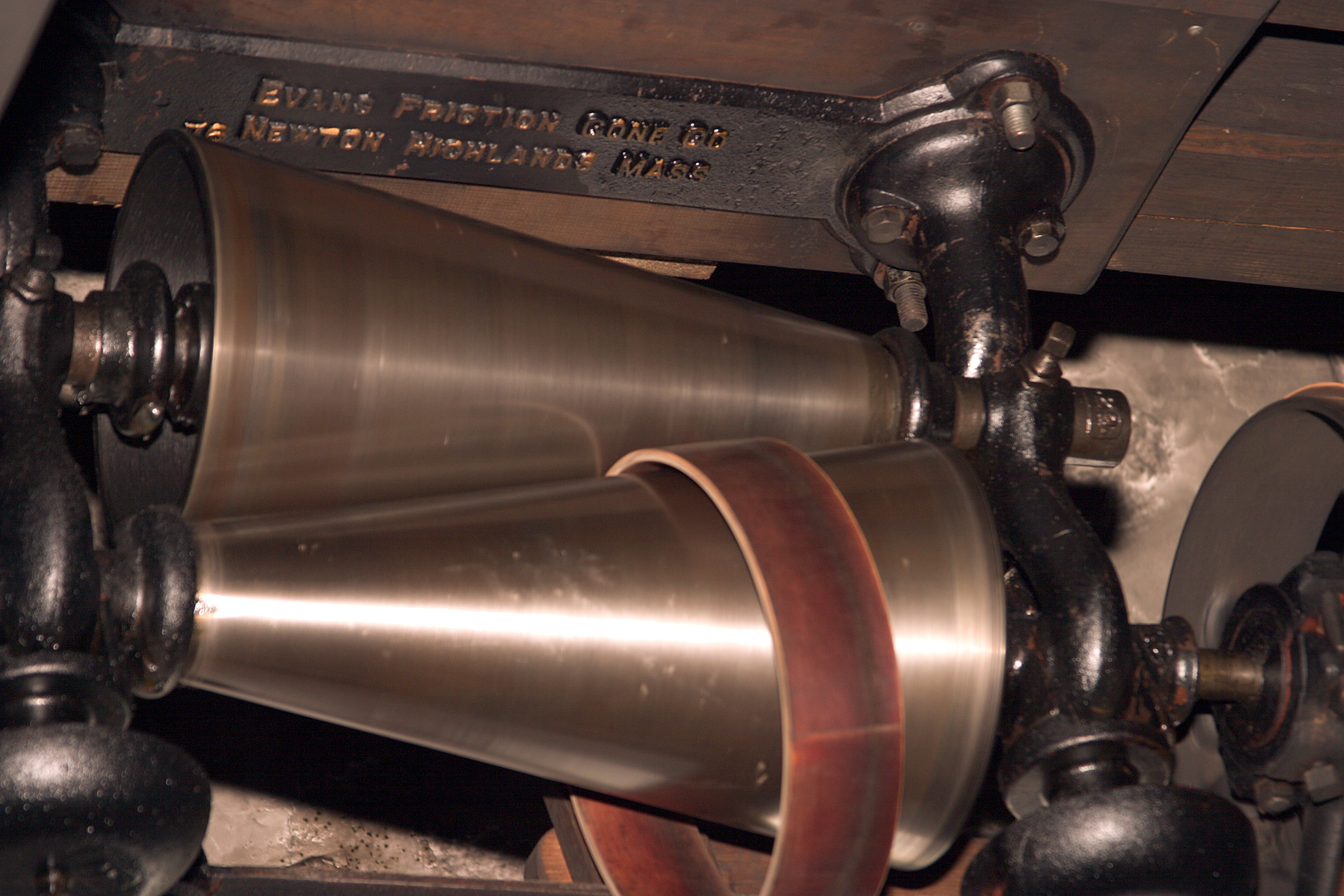
CVT amb dos cons

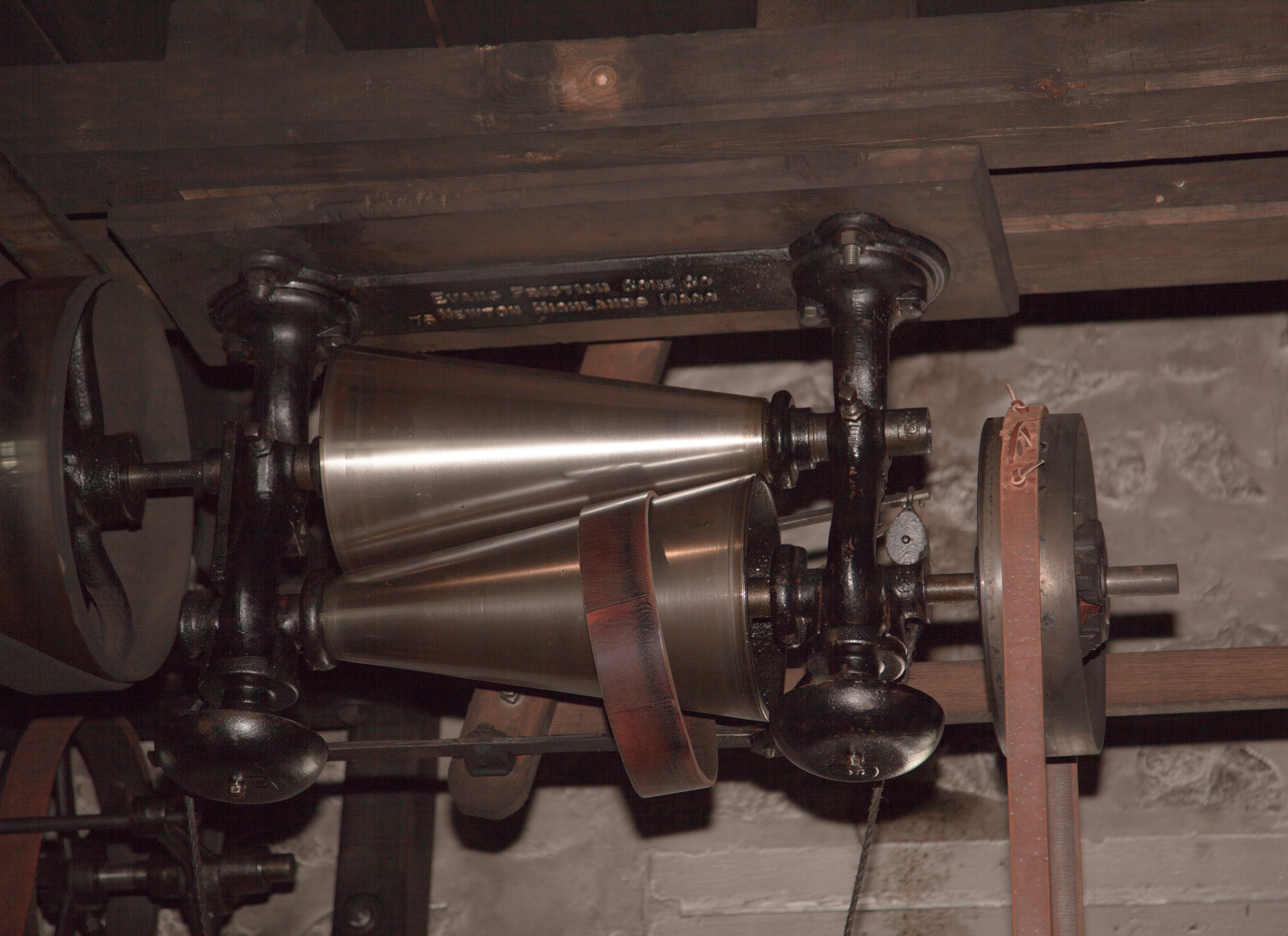
CVT amb dos cons

Aquesta categoria inclou CVTs la geometria dels quals consisteix en un o més cossos cònics que cooperen al llarg dels generadors recíprocs, realitzant així la variació de la relació.
D'aquest tipus només hi ha un con on un cos rodant (roda) que es mou sobre la generatriu del con realitza la variació de la relació existent entre el diàmetre inferior i el diàmetre superior del con.
Després hi ha els dos CVT de con, en els quals els dos con es posicionen en oposició (és a dir, amb el diàmetre menor d'un en correspondència amb el diàmetre més gran de l'altre); el contacte entre tots els diàmetres possibles dels dos cons es fa mitjançant un anell interposat entre els propis cons.
La variació s'aconsegueix movent l'anell al llarg del generador de mantells dels dos cons.
En un CVT multi-inclinable, el  parell es transmet per fricció de contacte des d'un nombre variable de cons (segons el parell que s'ha de transmetre) a un nucli central que té la forma de “barril. ".
La superfície lateral del nucli és convexa segons un radi de curvatura determinat, inferior al radi còncau del còncau; d'aquesta manera només hi ha un punt de contacte (teòric) entre el con i el barril.
Una característica especial del CVT Warko és l'absència de  embragatge: el motor sempre està connectat a les rodes i la tracció de les rodes posteriors s'aconsegueix mitjançant un sistema de sortida epicíclic, anomenat “split power”., que permet la condició de "Zero dinàmic" (quan el motor funciona, l'accionament, en una posició particular, compensa que l'activitat del motor tingui zero revolucions de sortida). Tanmateix, no és clar si i quan s'ha produït mai aquest tipus de cvt.

### CVT amb corrons radials
El principi de funcionament d'aquest CVT és similar al d'una bomba comuna amb pal de petroli. La diferència consisteix en el fet que el petroli no es comprimeix, sinó senzills corrons d'acer.
La capacitat de transmetre moviment entre els rodets d'acer està garantida per un fluid de tracció que augmenta la fricció entre les superfícies de contacte i augmenta simultàniament la vida del variador. A diferència d'altres sistemes, el CVT amb rodets radials no té variacions en la velocitat tangencial de rodatge al llarg de la línia de contacte del corró. Gràcies a aquesta característica, aquest CVT té uns rendiments energètics extremadament elevats.
Els principals avantatges d'aquest CVT són el baix cost de realització i l'alta eficiència energètica.

### CVT amb tren d'engranatges epicicloïdals

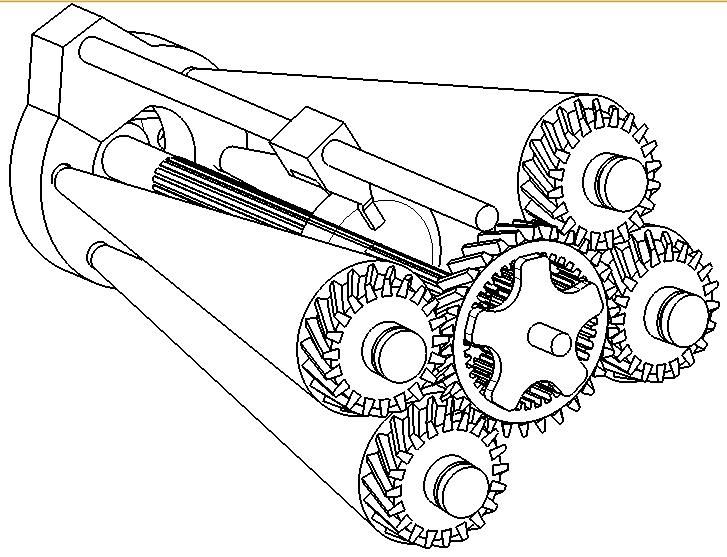

Alguns models Toyota i Lexus canvien un canvi continu d'aquest tipus.
La possibilitat de realitzar un canvi continu de velocitat amb l'ús d'engranatges planetaris era coneguda des de feia temps, però els components disponibles fins no fa gaires anys no permetien realitzar realitzacions amb un nivell suficient d'eficiència i fiabilitat. Recentment, la disponibilitat de nous components electromecànics i electrònics (motors d'imant permanent i inversors) ha permès produir canvis continus amb característiques satisfactòries en tots els aspectes.
El component bàsic d'aquest nou canvi és el tren d'engranatges epicicloïdals.

#### Estructura
Consta de:
- "un raig de sol" (normalment amb 3 o 4 bigues) que portava a cada raó un passador disposat paral·lel a l'eix del raig de sol sobre el qual es munta un engranatge al ralentí;
- "un engranatge central" disposat al centre dels tres o més engranatges per sobre dels quals enganxa. Atesa la similitud entre aquest arranjament i el del sistema solar, aquest engranatge es denomina "sol" mentre que els tres o més engranatges al seu voltant s'anomenen "planetaris";
- una corona amb dents internes 'que envolta els planetaris i les malles amb ells.

Cadascun d'aquests tres elements està suportat per un eix.

### Cadena CVT i rodes lliures
El sistema consisteix en una roda motriu i una canonada connectada entre si per un mitjà flexible (com ara cadena, cinturó en V, cinturó dentat, ...). Ambdues rodes, el tractor i el conducte, al seu torn estan compostes per una estructura de cremada solar i una petita roda dentada està muntada a cada braç, que pot lliscar, guiat, al llarg de l'eix del propi braç.
La roda motriu fa girar la roda motriu mitjançant la cadena i totes dues poden variar el seu diàmetre movent les rodes dentades que la componen a través o a distància. Aquestes darreres rodes tenen la particularitat de bloquejar-se quan es tracta de girar-les en un sentit, respecte al seu propi eix, i lliscar lliurement en sentit contrari, mantenint així, moment per moment, la cadena perfectament orientada sobre les rodes tant en expansió com en contracció. del diàmetre. Per garantir una "rotunditat" al sistema, la cadena es recolza en dos semicons que giren sòlidament amb les rodes principals.
El sistema així compost, patentat per Giorgio Cattini, passant de la lògica de fricció a l'empenta mecànica, no té límits de parell transmès, àmplia gamma en relacions de transmissió, friccions gairebé inexistents.

### Variador Constantinesco
Equipava l'automòbil Constantinesco.

### Variador Sensaud de Lavaud
Equipava l'automòbil Sensaud de Lavaud i Citroën el va desestimar per al seu model Traction Avant 7A, llançat el 1934.

### Variador Beier
Va ser desenvolupat pel doctor Beier, un austríac que treballa a Alemanya. Algunes de les seves primeres aplicacions van ser com a transmissió automàtica en autobusos. A diferència de la majoria d'altres variadors, però en comú amb l'embragatge Hele-Shaw, l'engranatge Beier no es basa en la fricció entre els discos, sinó en l'arrossegament viscós a través d'una fina pel·lícula d'oli entre ells. La manca de fricció redueix les pèrdues per calor i permet, doncs, que un petit mecanisme compacte pugui controlar encara una elevada potència. Sovint es bombeja oli a través de l'accionament, tenint també un efecte de refredament. L'any 1951 s'utilitzà en el motor aeronàutic Nomad E.145 Napier. Es tractava d'un complex motor turbo-compost que combinava un motor de pistó dièsel juntament amb una turbina de gas i un sobrealimentador de compressor axial.

### Variador de nutació
Ideat per Ives Kemper.

### Transmissió cicloidal
Inventada per Eric Wilmott.

## Avantatges i inconvenients
En comparació amb la caixa de canvi hidràulica automàtica, la caixa de canvis contínua és més fàcil de construir i mantenir i ofereix una millor eficiència energètica eliminant el convertidor de parell. Tot i això, el parell màxim transferible està limitat per la fricció entre les parts i la resistència dla corretja o cadena; és per això que generalment s'utilitzen canvis continus en vehicles de baixa potència i altres vehicles de treball lleuger.
El canvi continu compensa progressivament les variacions del vehicle fent funcionar sempre el motor al seu parell màxim. Això augmenta el rendiment d'energia i redueix les emissions contaminants, però fa que el motor soni constant i sense resposta sonora. Una revista va descriure la sensació produïda com la de conduir un vaixell a motor de velocitat.
El programari de control es pot dissenyar per emular una transmissió automàtica tradicional, eliminant aquest problema de màrqueting.
El canvi d'amplada de les politges s'aconsegueix mitjançant la pressió d'un circuit hidràulic, i la transmissió de la força al motor es pot fer mitjançant un embragatge convencional, un embragatge electrohidràulic o un convertidor de parell.
Per poder obtenir una marxa enrere hem d'incloure un inversor, generalment un conjunt planetari de tipus Ravigneaux.
La principal limitació d'aquest tipus de caixes de canvis es troba en el parell que pot transmetre la corretja o cadena. Encara que a principis dels anys 90, l'equip Williams F1 va desenvolupar una caixa de canvis d'aquest tipus per al monoplaça FW15C, un dels cotxes de competició més avançats de la història. La possibilitat de variar contínuament la relació de transmissió fa que el motor pugui treballar sempre en el règim de potència màxima el que implica una acceleració molt més gran, un paràmetre importantíssim en competició.

## Història

### Cronologia prèvia
El 1490, Leonardo da Vinci, va conceptualitzar una transmissió variable continua.
El 1879, Milton Reeves va inventar una transmissió de velocitat variable per a la fresadora de serra, que va aplicar al seu primer cotxe el 1896.
El 1910, Zenith Motorcycles va construir una moto amb motor V-twin amb el Gradua-Gear, que era un CVT.
El 1912, el fabricant britànic de motocicletes Rudge-Whitworth va construir el Rudge Multigear. El Multi era una versió molt millorada de Gradua-Gear de Zenith.
Entre el 1913 i el 1923, el fabricant català David va produir automòbils amb CVT.
El 1923, es va presentar una primera aplicació de la CVT en el cotxe britànic Clyno.
El 1926, George Constantinesco va produir el cotxe Constantinesco amb un massís inertial CVT suau, eficient, que havia inventat el 1923, integrat en el motor de dos cilindres.

### Desenvolupament actual
Durant la dècada de 1940 i principis de la dècada de 1950, Charles H. Miner de Denver, CO va realitzar importants desenvolupaments en la creació d'un CVT inventant la "politja de embrague de velocitat variable". Va presentar i es va atorgar múltiples patents nord-americanes per al seu sistema CVT mitjançant boles d'acer i força centrífuga per manipular el costat mòbil de l'extrem d'alimentació del seu embragatge amb cinturó en V. Va formar una empresa de fabricació (Minier Pulley) a Denver i va construir politges d'embragatge fins que va vendre l'empresa a Warner Clutch per motius de salut. Consulteu la Patent nord-americana US2974544 A per obtenir diagrames i detalls.
Als anys cinquanta, l'holandès Hub van Doorne cofundador de DAF, va patentar la Variomatic, encara que la primera patent de canvi continu toroidal s'havia dipositat cap a finals del segle xix, i va produir el primer cotxe amb caixa de canvis DAF el 1958, el DAF 600. La patent es va vendre posteriorment a Volvo, juntament amb la marca DAF.
FIAT va iniciar estudis de viabilitat en col·laboració amb DAF a través de SIRA (Societat Italiana d'Investigació en Automoció) fundada per l'enginyer Dante Giacosa. El primer prototip demostratiu es va crear en un 131 adequat. Per tant, es va començar a utilitzar el disseny d'una caixa de canvis en vehicles de tracció davantera. Després d'una producció limitada de 150 peces del Ritmo (que s'utilitza per a clients seleccionats), el primer model produït en sèrie va ser el Fiat Uno Selecta  (1985) que no va tenir gaire èxit.
Posteriorment (1990) el grup FIAT va presentar el  Panda Selecta  i, va llançar la versió  Selectronic  del model Y10 d' Autobianchi. Tot i que el concepte bàsic era el del Fiat Uno, la caixa de canvis va reprendre l'esquema de construcció de la caixa de canvis muntada al Ritmo: no tenia engranatges epicícloidals, sinó engranatges tradicionals, i l'embragatge no era centrífug, sinó electromagnètic controlat per una unitat de control electrònic. Per tant, la sensació de relliscades de l'embragatge que caracteritzava l'Una era limitada. Tot i això, la resistència de la clientela italiana a l'ús de la transmissió automàtica generalment decretà l'oblit d'aquest dispositiu (la Panda Selecta va sortir a la producció a finals del 1998). També es va plantejar l'ús dels cotxes de Fórmula 1, però després d'alguns estudis de viabilitat, la idea va ser abandonada a causa del parell motor considerable que es va transmetre, fins i tot amb l'ús d'un cinturó per al rendiment de les rodes la durada no es va considerar adequada.
A la dècada de 1980 i 1990s  Subaru Justy va sortir amb un canvi continu, encara que ha tingut poc èxit comercial, Subaru ha continuat produint canvis continus per als seus propis vehicles i per a altres empreses. El 1992 el  Nissan va instal·lar una caixa de canvis Subaru als seus vehicles, i els anys següents va desenvolupar un sistema propi, capaç de transferir més parell i equipat amb un convertidor de parell. Aquest model es va utilitzar en diversos cotxes per al mercat japonès. Nissan també ha estat l'única marca que ha ofert canvis de corró continu en els darrers anys. La caixa de canvis toroidal Nissan, anomenada X-troid, estava disponible al mercat japonès als models Y34 Nissan Gloria i V35 Skyline GT-8. No obstant això, el sistema no es va portar al següent model quan Cedric/Gloria va ser substituït pel Nissan Fuga el 2004.
Després d'estudiar el sistema de politges durant anys, Honda va introduir la seva pròpia versió el 1985 al Civic. Des de 1997, Toyota utilitza el canvi continu E-CVT en l'híbrid Prius.
El 2002 General Motors va desenvolupar un canvi continu per als seus cotxes petits, però en tres anys la idea es va esvair a favor d'una transmissió automàtica comuna.
Altres propostes de canvi continu han estat realitzades per Audi, que des de 2000 ofereix un sistema de cadena opcionalment en alguns cotxes molt potents, inclòs el A4 3.0L V6. El 2005 el Ford Cinc centenars i el freestyle s'ofereixen opcionalment amb canvi continu.